# Dettopsomyia acrostichalis
Dettopsomyia acrostichalis är en tvåvingeart som beskrevs av Oswald Duda 1926. Dettopsomyia acrostichalis ingår i släktet Dettopsomyia och familjen daggflugor. Inga underarter finns listade i Catalogue of Life.